# Faculté des sciences de Tunis
Pour les articles homonymes, voir FST.
La faculté des sciences de Tunis (arabe : كلية العلوم بتونس) ou FST, de son nom complet faculté des sciences mathématiques, physiques et naturelles de Tunis, est une faculté située dans le campus d'El Manar à Tunis (Tunisie). Elle dépend de l'université de Tunis - El Manar.

## Historique
La FST est fondée en 1960 et s'installe dans les anciens locaux de l'Institut des hautes études à Tunis situés sur la rue de Rome (centre-ville).
En 1974, elle s'établit sur la colline d'El Manar, à côté de l'École nationale d'ingénieurs de Tunis, lieu de son emplacement actuel. Avant 1968, la mission principale de la FST est de former des professeurs de l'enseignement secondaire en mathématiques, sciences physiques et sciences naturelles (biologie et géologie). Deux filières du troisième cycle remontent à la fin des années 1960 et portent sur la biologie marine et la physique des solides.

## Organisation
La FST est organisée selon les disciplines en six départements :
- département de mathématiques ;
- département de physique ;
- département de chimie ;
- département de biologie ;
- département de géologie ;
- département d'informatique.

Le département de mathématiques est le plus ancien de tous et le département d'informatique le plus récent.

## Départements de recherche
Le département de chimie abrite plusieurs unités de recherche et laboratoires :
- unités de recherche :
  - 99/UR/12–02 : Chimie organique et organométallique (directeur : Prof. Hassen Amri)
  - 01/UR/12-02 : Chimie inorganique et industrielle (directeur : Prof. Mohamed Maaoui)
  - 99/UR/12-33 : Physico-chimie des matériaux solides (directeur : Prof. Noureddine Amdouni)
  - 99/UR/12-32 : Synthèse organique et hétérocyclique (directeur : Prof. Mohamed Lotfi El-Ifrit)
- laboratoires de recherche :
  - Lab-CH01-code:167 : Chimie organique et structurale : synthèse et études physicochimiques (directeur : Prof. Farhet Rezgui)
  - Lab-CH02-code:166 : Chimie analytique et électrochimie (directeur : Prof. Mohamed Dachraoui)
  - Lab-CH03-code:185 : Chimie des matériaux et catalyse (directeur : Prof. Abdelhamid Ghorbel)
  - Lab-CH04-code:182 : Matériaux et cristallochimie (directeur : Prof. Ahmed Driss)
  - Lab-CH05-code:191 : Thermochimie appliquée (directeur : Prof. Ismaïl Khattech)